# Sisena pandèmia de còlera

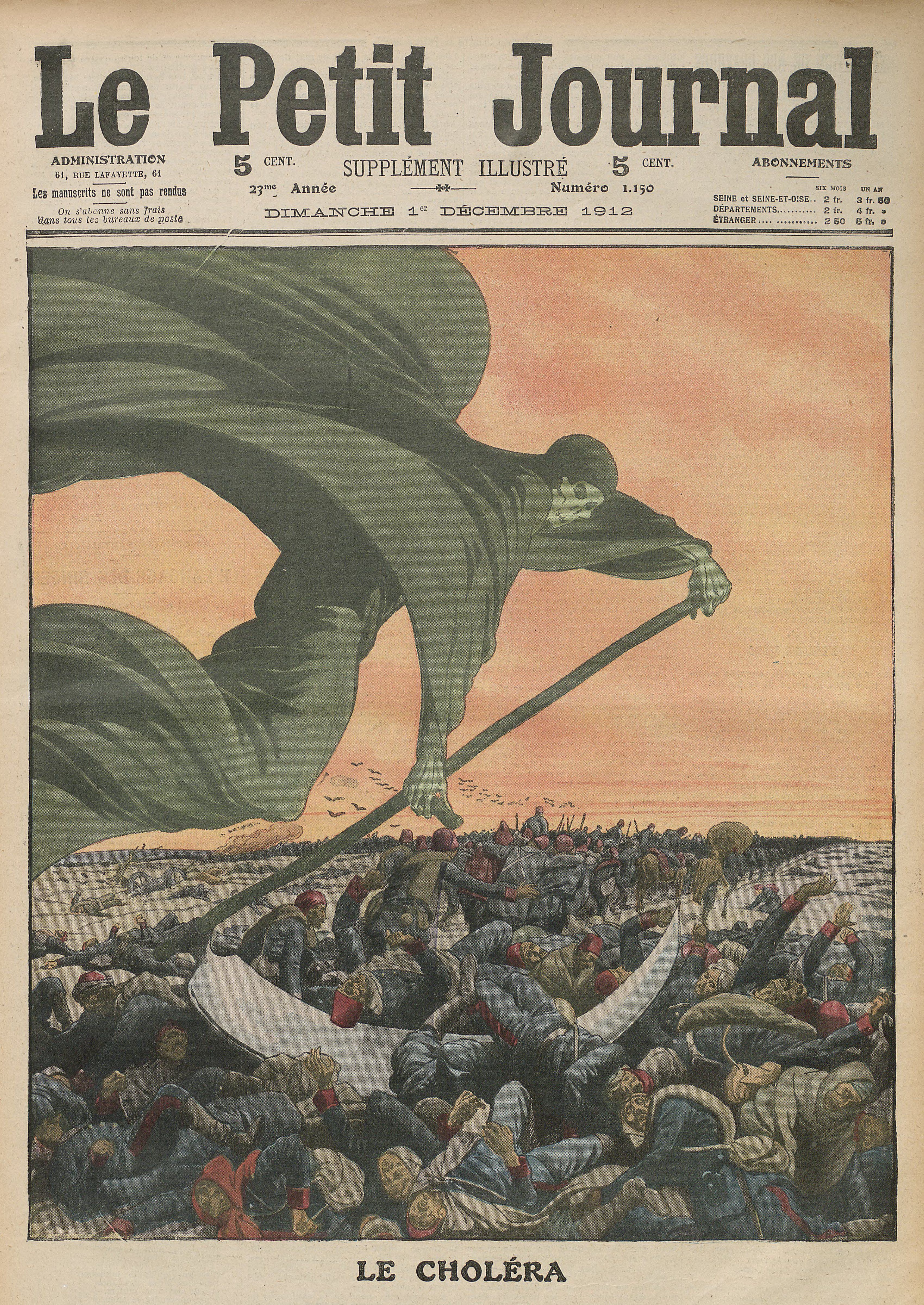
Dibuix de la mort portant el còlera, a Le Petit Journal (1912).

La sisena pandèmia de còlera (1899-1923) va ser un important brot de còlera a l'Índia, on va matar més de 800.000 persones i es va estendre a Orient Mitjà, nord d'Àfrica, Europa de l'Est i Rússia.

## Història
Segons Leonard Rogers, després d'un esclat de còlera a Haridwar Kumbh Mela, l'epidèmia es va estendre a Europa a través del Punjab, l'Afganistan, Pèrsia i el sud de Rússia.
El darrer esclat de còlera als Estats Units va ser el 1910–1911 quan la nau de vapor Moltke va portar a Nova York la gent infectada des de Nàpols. Les autoritats sanitàries vigilants van aïllar els infectats a l'illa de Swinburne, construïda al segle xix com a instal·lació de quarantena. Onze persones van morir, inclòs un assistent sanitari a l'hospital illenc.